# 锦什坊东街
39°55′03″N 116°21′52″E / 39.917388°N 116.3645017°E
锦什坊东街，是位于北京市西城区中部的一条道路。

## 简介
锦什坊东街为东西走向，东起太平桥大街，西到锦什坊街。该街于2000年代建成。2011年，天通苑、回龙观至金融街的两条社区通勤快车线路开通，发车首站为锦什坊东街（丰盛胡同）站。2014年8月1日，北京公交集团开行2条商务班车线路，分别是回龙观（矩阵小区）至金融街（金融大街）、金融街（锦什坊东街）至回龙观（矩阵小区）。